# Liste der Naturdenkmale in Dornhan
| Naturdenkmale | Anzahl |
| ------------- | ------ |
| FND           | 0      |
| END           | 5      |
| Gesamt        | 5      |

Die Liste der Naturdenkmale in Dornhan nennt die verordneten Naturdenkmale (ND) der im baden-württembergischen Landkreis Rottweil liegenden Stadt Dornhan. In Dornhan gibt es insgesamt fünf als Naturdenkmal geschützte Objekte, keines ist ein flächenhaftes Naturdenkmal (FND), alle sind Einzelgebilde-Naturdenkmale (END).
Stand: 31. Oktober 2016.

## Einzelgebilde (END)
| Name                     | Bild | Kennung     | Einzelheiten | Position | Fläche Hektar | Datum         |
| ------------------------ | ---- | ----------- | ------------ | -------- | ------------- | ------------- |
| Bettelbehmle (Linde)     | BW   | 83250120109 | Dornhan      | ⊙        | 0,0           | 16. Sep. 1970 |
| Napoleon-Eiche           |      | 83250120108 | Dornhan      | ⊙        | 0,0           | 16. Sep. 1970 |
| 1 Linde                  | BW   | 83250120106 | Dornhan      | ⊙        | 0,0           | 16. Sep. 1970 |
| 1 Linde                  | BW   | 83250120107 | Dornhan      | ⊙        | 0,0           | 16. Sep. 1970 |
| 1 Linde                  | BW   | 83250120160 | Dornhan      | ⊙        | 0,0           | 16. Sep. 1970 |
| Legende für Naturdenkmal |      |             |              |          |               |               |